# Província de Sinope
Sinope és una província de Turquia situada al llarg de la mar Negra. Les seves províncies adjacents són Kastamonu a l'oest, Çorum al sud, i Samsun al sud-est. La capital provincial és la ciutat de Sinope.

## Districtes
La província de Sinop es divideix en 9 districtes (el districte de la capital apareix en negreta)
- Ayancık
- Boyabat
- Dikmen
- Durağan
- Erfelek
- Gerze
- Saraydüzü
- Sinope
- Türkeli